# One Milkali (One Blood)
One Milkali (One Blood) – singel austalijskiego duetu muzycznego Electric Fields wydany 5 marca 2024 nakładem wytwórni Sony Music Australia.
Kompozycja reprezentowała Australię w 68. Konkursie Piosenki Eurowizji w Malmö oraz dostała nominację w kategorii Piosenka roku podczas National Indigenous Music Awards 2024. Jest to pierwszy utwór w historii Konkursu Piosenki Eurowizji, którego tekst zawiera frazy w języku Aborygenów australijskich.

## Powstanie utworu i historia wydania
Utwór skomponowali i napisali członkowie duetu: Michael Ross i Zaachariaha Fielding, którzy również odpowiadają za produkcję utworu wraz z Lukiem Millionem. Został on oryginalnie stworzony w 2019 roku, gdy duet planował swój udział w programie Eurovision – Australia Decides będącym australijskimi eliminacjami do 64. Konkursu Piosenki Eurowizji, lecz ostatecznie wówczas zadecydowali wziąć udział z inną piosenką pt. „2000 and Whatever”, która zajęła 2. miejsce. Kompozycja jest zainspirowana obrazem malarskim wykonanym przez ojca jednego z wokalistów duetu, Roberta Fieldinga pt. Milkali Kutju (pol. jedna krew), który ukazuje współpracę Aborygenów z innymi Australijczykami o różnych korzeniach i pochodzeniu. W utworze wykorzystany jest tradycyjny instrument dęty Aborygenów, Didgeridoo.
Tekst utworu zawiera powtarzaną frazę w języku yankunytjatjara, co ma, według Fieldinga, na celu uhonorowanie jego przodków zamieszkujących dawniej tereny Aṉangu Pitjantjatjara Yankunytjatjara (APY Lands) – słabo zaludnionego samorządu terytorialnego zamieszkanego przez lokalnych Aborygenów. W komunikacie prasowym wydanym przez SBS duet stwierdził, że tytuł piosenki nawiązuje do zawartego w nim przesłania dotyczącego „propagowania wspólnoty”, stwierdzając, że kultura aborygeńska ma własne sposoby na rozwiązanie „różnych sytuacji” z wykorzystaniem dialogu i negocjacji, bez przelewu krwi. W obliczu wojny Izraela z Hamasem Ross wyraził chęć użycia piosenki jako „narzędzie do leczenia”.

## Konkurs Piosenki Eurowizji
5 marca 2024 ujawniono, że utwór będzie reprezentował Australię w 68. Konkursie Piosenki Eurowizji. Do piosenki został zrealizowany oficjalny teledysk w reżyserii Maxxa Corkindale'a, który został opublikowany premierowo tego samego dnia na kanale „Eurovision Song Contest” w serwisie YouTube.

## Lista utworów
| Digital download / media strumieniowe | Digital download / media strumieniowe | Digital download / media strumieniowe |
| Nr                                    | Tytuł utworu                          | Długość                               |
| ------------------------------------- | ------------------------------------- | ------------------------------------- |
| 1.                                    | „One Milkali (One Blood)”             | 3:01                                  |

| Digital download / media strumieniowe – Tseba Remix | Digital download / media strumieniowe – Tseba Remix | Digital download / media strumieniowe – Tseba Remix |
| Nr                                                  | Tytuł utworu                                        | Długość                                             |
| --------------------------------------------------- | --------------------------------------------------- | --------------------------------------------------- |
| 1.                                                  | „One Milkali (One Blood) [Tseba Remix]”             | 3:25                                                |